# باربي ماريبوسا وأميرة الحوريات
باربي ماريبوسا وأميرة الحوريات هي سلسلة رسوم متحركة.

## وصلات خارجية
- باربي ماريبوسا وأميرة الحوريات على موقع IMDb (الإنجليزية)
- باربي ماريبوسا وأميرة الحوريات على موقع قاعدة بيانات الفيلم (الإنجليزية)
- باربي ماريبوسا وأميرة الحوريات على موقع ليتربوكسد (الإنجليزية)
- باربي ماريبوسا وأميرة الحوريات على موقع كينوبويسك (الروسية)